# Jigme Palbar Bista

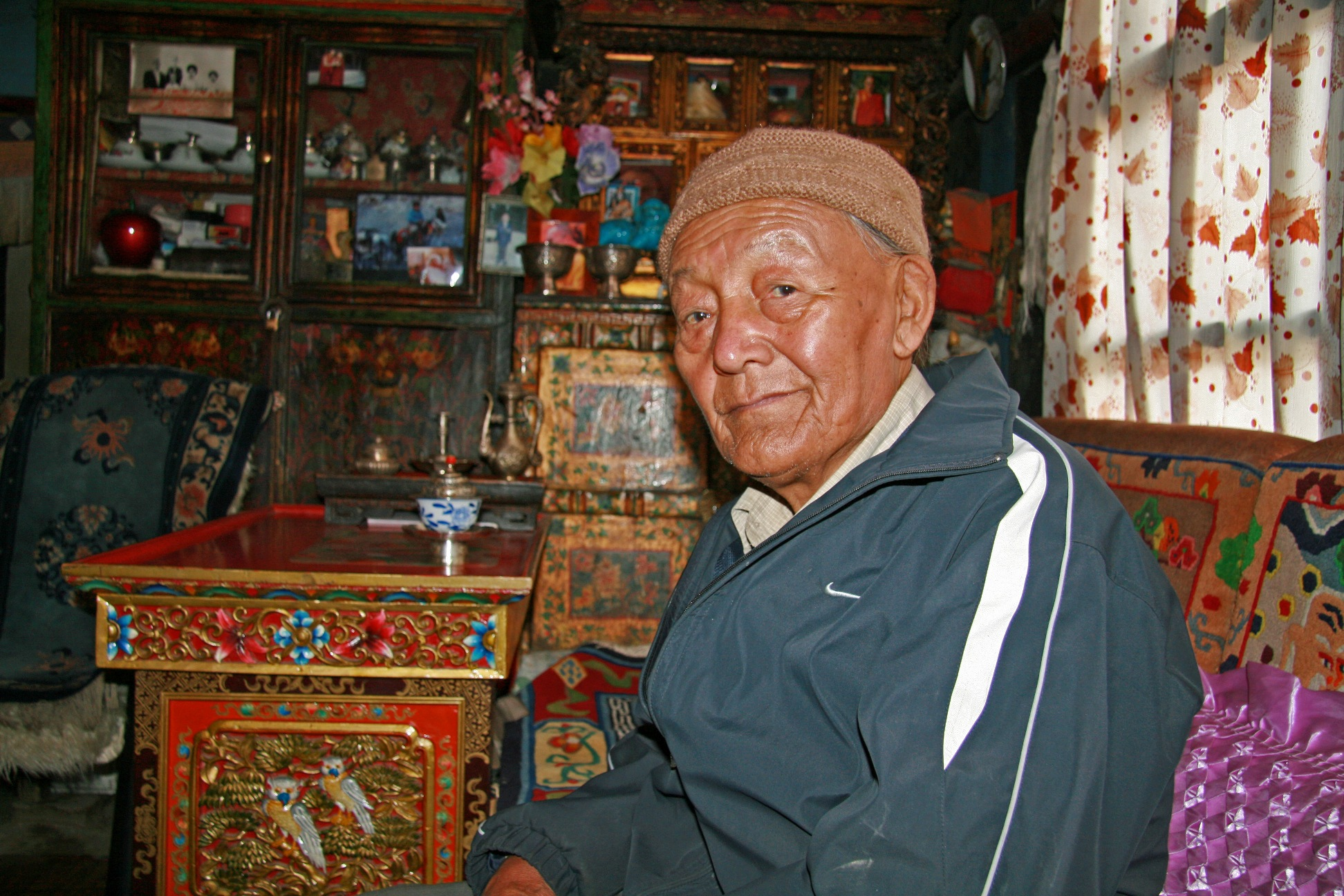
Jigme Palbar Bista, Raja von Mustang im August 2007

Flagge des Königreiches Mustang

Jigme Palbar Bista (auch Jigme Dorje Trandul Bista; * um 1930 in Lo Manthang, Nepal; † 16. Dezember 2016 in Kathmandu) war bis Oktober 2008 der König von Mustang, einem zu Nepal gehörenden Königreich im Himalaya. Er war der 25. Herrscher in direkter Nachfolge des legendären Kriegers Ame Pal, der das Reich um 1400 gründete. Sein offizieller Titel lautete Gyalpo oder in nepalesischer Form Raja.

## Leben
Jigme Palbar wurde um 1930 im Palast von Lo Manthang, dem Hauptort des Königreiches, als jüngster Sohn des Königs Angun Tenzing Tandul geboren. Er absolvierte ein Privatstudium in Samzhubzê im Südwesten Tibets und heiratete in den 1950er Jahren die tibetische Adlige Sahiba Sidol Palbar Bista. 1964 trat er die Nachfolge seines Vaters an. Gleichzeitig erhielt er auch den Ehrentitel eines Oberstleutnants der Nepalesischen Armee; dieser Rang ist seit 1951 mit dem Königstitel verknüpft. Der König trat offiziell zum hinduistischen Glauben, der ehemaligen nepalesischen Staatsreligion, über und nahm den Namenszusatz Bista an. Da er keine direkten Nachkommen hatte, adoptierte Jigme Palbar Bista seinen Neffen Jigme Singhe Palbar Bista und bestimmte ihn zum Nachfolger.
Das ehemalige Königreich Mustang, in der Landessprache Lo genannt, erstreckte sich auf 2.563 km² an der Grenze zwischen Nepal und Tibet im Flusstal des Kali Gandaki, nördlich des Annapurna-Massivs. Die etwa 6000 Einwohner in den 32 Siedlungen sprechen tibetische Dialekte und gehören dem buddhistischen Glauben an. Das bis zum Ende des 18. Jahrhunderts unabhängige Reich bezog seinen Wohlstand aus der Kontrolle des Salzhandels auf einem der wenigen Durchgangswege zwischen Tibet und Indien. Bis zur Mitte des 20. Jahrhunderts war Mustang ein innenpolitisch autonomes Territorium innerhalb des nepalesischen Staates. Nach der Besetzung Tibets durch China und dem Zusammenbruch der Handelsrouten büßte das Land seine Unabhängigkeit vollends ein und ist seitdem als nördlicher Teil des Distriktes Mustang (Upper Mustang) in die Verwaltungsstruktur Nepals eingegliedert. Bis 1974 hielten sich tibetische Widerstandskämpfer im Mustang auf; Reisende durften bis 1992 – von wenigen Ausnahmen abgesehen – das Land nicht betreten. Eine Straßenanbindung von Lo Manthang nach Tibet besteht seit 2001, die Fortsetzung der Straße nach Süden wurde 2009 fertiggestellt.
Der König hatte keine offiziellen politischen Rechte oder Befugnisse. Neben repräsentativen Aufgaben schlichtete er kleinere Rechtsstreitigkeiten, kümmerte sich um die wirtschaftlichen und sozialen Belange des Landes, unternahm jährliche Reisen nach Kathmandu und Tibet und gewährte Audienzen in seinem Palast in Lo Manthang.
Die Regierung von Nepal, das im Frühjahr 2008 zur Republik ausgerufen wurde, forderte den König im Oktober desselben Jahres auf, von seinem Amt zurückzutreten und die Monarchie aufzulösen. Der König akzeptierte die Anordnung der Regierung.